# Chiesa di Sant'Angelo al Cassero
La chiesa di Sant'Angelo al Cassero era un edificio di culto che si trova in via del Cassero a Castiglion Fiorentino.

## Storia e descrizione
Ricordata dal 1191 in un documento in cui Enrico IV la menziona come «capelam», fu dotata di fonte battesimale trasferito dalla vicina Pieve di Sant'Ippolito a Retina, fuori dal castello, nel XIII secolo. Perse poi il titolo di pieve nel 1325, a favore della chiesa di San Giuliano, nei pressi dell'odierna Collegiata. Le maggiori trasformazioni sono posteriori al 1532, quando le monache di San Girolamo furono autorizzate a costruire il convento all'interno del Cassero, utilizzando la vecchia chiesa che prese il nome dello stesso santo. Fu aperto un nuovo accesso sul fianco meridionale, verso il monastero e la chiesa fu 'ribaltata', collocando l'altare in prossimità dell'originaria facciata, che fu quindi chiusa. Nel 1548 fu realizzato il coro delle monache e nel 1628 la sacrestia nell'acquisita torre dell'orologio.
Nel 1785 il monastero fu soppresso ed insieme alla chiesa furono utilizzati come ospedale e, durante l'occupazione francese, come deposito. Dopo il restauro è stata inserita nel circuito della Pinacoteca Comunale. 
La chiesa si presenta con una struttura muraria a filari di conci di arenaria. La facciata è a capanna, con un oculo in alto e in basso la porta murata dal Cinquecento. L'interno è ad aula unica e, quale spazio museale, conserva, oltre alle opere pertinenti alla chiesa, anche altre provenienti da altre chiese, tra le quali, la croce del Christus patiens e la Madonna con Bambino, Sant'Anna, San Silvestro e San Francesco di Giorgio Vasari (1548). Nella sacrestia vecchia si trovano preziose oreficerie: la stauroteca e il reliquiario di Sant'Orsola e la Croce santa.